# 중소기업연구원
중소기업연구원(中小企業硏究院, Korea Small Business Institute, KOSBI)은 중소기업의 지속적인 발전방안을 모색하기 위해 설립된 대한민국 중소벤처기업부 산하 기타 공공기관이다. 서울특별시 동작구 신대방1가길 77 (신대방동, 중소기업연구원)에 있다.

## 연혁
- 1993년 3월 전국경제인연합회의 중소기업연구원 설립 재원 지원
- 1993년 7월 중소기업진흥재단 부설 중소기업연구원 개원
- 2002년 12 12월 중소기업진흥재단 부설 중소기업연구원 김교흥 원장 취임
- 2004년 7월 재단법인 중소기업연구원으로 재창립. 초대 김인호 원장 취임
- 2007년 9월 2대 최홍건 원장 취임[3]
- 2009년 4월 3대 장지종 원장 취임
- 2012년 5월 4대 김동선 원장 취임
- 2014년 8월 5대 김세종 원장 취임
- 2015년 1월 기타공공기관 지정
- 2017년 11월 6대 김동열 원장 취임
- 2020년 4월 7대 이병헌 원장 취임
- 2021년 6월 8대 오동윤 원장 취임
법정 연구기관 지정, 중소기업연구원에서 중소벤처기업연구원으로 명칭 변경
- 2024년 9월 9대 조주현 원장 취임

## 조직

### 중소기업연구원장
- 연구자문위원회
- 감사실
- 대외협력실

#### 부원장
- 글로벌통상연구센터
- 동북아경제연구센터
- 규제영향평가센터
- 교육컨설팅센터

##### 기획조정 본부
- 연구조정실
- 경영지원실

##### 혁신성장 연구본부
- 혁신창업 연구실
- 스케일업 연구실
- 지역경제 연구실
- 일자리 혁신센터

##### 상생협력 연구본부
- 소상공인 연구실
- 동반성장 연구실
- 협동조합 연구센터

##### 통계분석 본부
- 동향분석실
- 계량분석실

##### 정책평가 본부
- 정책정보실
- 정보관리실
- 정책평가실

## 같이 보기
- 중소기업은행
- 중소기업진흥공단
- 중소기업기술정보진흥원
- 중소기업유통센터